# بدنام ۲
بدنام ۲ (به انگلیسی: Infamous 2) یک بازی ویدئویی جهان باز به سبک اکشن-ماجراجویی است که توسط ساکر پانچ پروداکشنز ساخته شده و به‌وسیلهٔ سونی کامپیوتر انترتینمنت به‌طور انحصاری برای کنسول بازی پلی‌استیشن ۳ منتشر شده است. این دومین قسمت در مجموعه بازی‌های بدنام، و دنبالهٔ بازی بدنام در سال ۲۰۰۹ به‌شمار می‌رود. این بازی در ۷ ژوئن ۲۰۱۱ در آمریکای شمالی، ۱۰ ژوئن در اروپا و ۷ ژوئیه ۲۰۱۱ در ژاپن عرضه شده است.
بازی با واکنش‌های مثبتی از سوی رسانه‌های مرتبط با بازی همراه بود، که طراحی خاص شهر، پیمایش و گرافیک آن مورد تحسین قرار گرفت، اما منتقدان نسبت به سیستم کارما و دوربین آن انتقاداتی داشتند. یک بسته الحاقی مستقل با عنوان بدنام: جشنوارهٔ خون در ۲۵ اکتبر ۲۰۱۱ منتشر شد. همچنین دنباله‌ای مستقل تحت عنوان بدنام: فرزند دوم در ۲۱ مارس ۲۰۱۴ برای کنسول پلی‌استیشن ۴ عرضه شد.